# Barabati Stadium
Das Barabati Stadium ist ein Cricket- und Fußball-Stadion in Cuttack, Indien.

## Kapazität & Infrastruktur
Das Stadion hat eine Kapazität von 45.000 Plätzen und ist mit einer Flutlichtanlage ausgestattet. Die beiden Wicketenden sind das Pavilion End und das Corporate Box End.

## Internationales Cricket
Das erste One-Day International wurde hier im Januar 1982 zwischen Indien und England ausgetragen. Seitdem war es Spielstätte zahlreicher internationaler Begegnungen. Das erste Test-Match in diesem Stadion fand im Januar 1987 zwischen Indien und Sri Lanka statt.  Beim Cricket World Cup 1987 und beim Cricket World Cup 1996 wurde in dem Stadion jeweils ein Vorrundenspiel ausgetragen. In 2013 wurden Teile des Women’s Cricket World Cups nach Cuttack verlegt, nachdem es für das pakistanische Team zu unsicher in Mumbai war. Bei der Tour Südafrikas in der Saison 2015/16 kam es beim hier ausgetragenen zweiten Twenty20 zu Flaschenwürfen, die das Spiel zweimal unterbrachen und Fragen über die Sicherheitsvorkehrungen auslösten. Insgesamt gab es bisher nur zwei Tests in dem Stadion. Hauptgrund ist die mangelnde Hotelkapazität in Cuttack, so dass die Spieler zumeist in Bhubaneshwar untergebracht werden und damit längere Anreisen verbunden sind.

## Nationales Cricket
Das Stadion ist die Heimstätte von Odisha im nationalen indischen Cricket. Auch war es zwischenzeitlich Heimstätte der Deccan Chargers und der Kolkata Knight Riders in der Indian Premier League.

## Fußball
Das Stadion dient als Austragungsstädte der Heimspiele der Fußballmannschaft von Orissa.